# 若林友一
若林 友一（わかばやし ゆういち、1980年9月29日 - ）は、茨城県出身のキーボーディスト。

## 略歴
大学在学中の2000年に、ロックバンドSPANK PAGEにキーボーディストで参加。
2004年、SPANK PAGEの1stアルバム『echo city』を発表。
2005年、CDTVコンピレーション・アルバムへ参加。シングル「green back」、初のソロアルバム『Okay』発表。
2006年、manzoプロデュース関口太郎応援アルバム『フルスロットル〜TO THE TOP〜』に楽曲提供。同年、ロックバンド「RAVE」のワンマンライブでサポート参加。
2007年、2ndアルバム『I GO HOME』を発表。12月、SPANK PAGEがメンバーチェンジ。若林はサポートメンバーを務めた後に脱退。商業作家に転向。
2010年、斎藤悠弥の事務所に所属。「ガーディアンズ4」「Going On!」をリリース（共作）。
2014年、米澤円のアルバム『さえずりの夢、彩とり鳥のセカイ』収録曲「コスモダウト」作・編曲。
2019年、アプリゲーム「ブレイドエクスロード」サウンド・デザイン担当。Yusuke Sato・ANCHORと共同。